# Chalcomitra hunteri
La nettarinia di Hunter (Chalcomitra hunteri Shelley, 1889) è una specie di uccello della famiglia Nectariniidae.

## Distribuzione e habitat
Si trova in Etiopia, Kenya, Somalia, Sudan del Sud, Tanzania e Uganda.